# Are U Romantic?
『Are U Romantic?』（アー・ユー・ロマンティック?）は、UAのEP。2022年5月25日発売。

## 解説
本作はアニバーサリー企画「UA 25th→→→30th」の一環として制作が行われた。
初回盤は同年1月に行われたアニバーサリー・ライヴ「UA 25th→→→30th anniversary Live!!」を収録したDVD付属。

## 収録曲

### CD
1. 微熱（4:24）[1]
作詞・作曲：マヒトゥ・ザ・ピーポー（GEZAN）　編曲：荒木正比呂
2. お茶（4:18）[1]
作詞：UA　作曲：永積崇（ハナレグミ）　編曲：荒木正比呂
3. アイヲ（3:32）[1]
作詞：UA　作曲：岸田繁　編曲：荒木正比呂
4. 蜂蜜とミルク（4:35）[1]
作詞：UA　作曲：Jeremy Quartus（Nulbarich）　編曲：天蚕糸風呂
5. Honesty（3:48）[1]
作詞：中村佳穂・UA　作曲：中村佳穂　編曲：中村佳穂・君島大空
6. Okay（4:16）[1]
作詞・作曲：UA・Kj　編曲：Kj・荒木正比呂

### LPレコード
【A面】
1. 微熱（4:24）[7]
2. お茶（4:17）[7]
3. アイヲ（3:31）[7]

【B面】
1. 蜂蜜とミルク（4:32）[7]
2. Honesty（3:47）[7]
3. Okay（4:15）[7]

### 初回限定盤DVD
1. 情熱（4:09）[8]
2. 黄金の緑（5:06）[8]
3. 閃光（5:43）[8]
4. HORIZON（5:18）[8]
5. 微熱（4:42）[8]
6. プライベート サーファー（8:01）[8]

## リリース日一覧
| 地域 | リリース日    | レーベル          | 規格         | 規格品番   | 備考         |
| ---- | ------------- | ----------------- | ------------ | ---------- | ------------ |
| 日本 | 2022年5月25日 | SPEEDSTAR RECORDS | 12cmCD + DVD | VIZL-2024  |              |
| 日本 | 2022年5月25日 | SPEEDSTAR RECORDS | 12cmCD       | VICL-65654 |              |
| 日本 | 2022年5月25日 | SPEEDSTAR RECORDS | 音楽配信     | -          | ハイレゾ版有 |
| 日本 | 2022年11月3日 | SPEEDSTAR RECORDS | 30cmLP       | VIJL-60284 |              |

### 音楽配信
- Are U Romantic? - mora
- Are U Romantic? - AWA
- Are U Romantic? - YouTube Music プレイリスト
- Are U Romantic? - Spotify
- Are U Romantic? - Apple Music

### 関連情報
- 特集『UA 25th→→→30th』 - bezzy
- UAの新作「Are U Romantic?」マヒトのほかに岸田繁、Kj、永積崇、JQ、中村佳穂の参加決定 - 音楽ナタリー
- UA　6年ぶりのCD発売、『Are U Romantic?』制作プロセスと現在の音楽観とは？　「生きていくにはロマンが必要でしょ」